# Lista de submarinos por país
Lista de submarinos por país é uma lista com todos os submarinos produzidos. Os navios estão classificados por país. A informação entre parênteses é a data de lançamento da embarcação ao mar.

## Alemanha
Kaiserliche Marine (bandeira usada de 1903 a 1918.)

### Era U-BootsPrimeira Guerra Mundial

#### U-Boot
Submarinos designados para serviço em águas profundas, com a designação do prefixo U e numerados até 167.

##### U-1 a U-100
| - U-1 (1906) - U-2 (1908) - U-3 (1909) - U-4 (1909) - U-5 (1910) - U-6 (1910) - U-7 (1910) - U-8 (1911) - U-9 (1910) - U-10 (1911) - U-11 (1910) - U-13 (1910) - U-14 (1911) - U-15 (1911) - U-16 (1911) - U-17 (1912) - U-18 (1912) - U-19 (1912) - U-20 (1912) - U-21 (1913) - U-22 (1913) - U-23 (1913) - U-24 (1913) - U-25 (1913) - U-26 (1913) | - U-27 (1913) - U-28 (1913) - U-29 (1913) - U-30 (1913) - U-31 (1914) - U-32 (1914) - U-33 (1914) - U-34 (1914) - U-35 (1914) - U-36 (1914) - U-37 (1914) - U-38 (1914) - U-39 (1914) - U-40 (1914) - U-41 (1914) - U-43 (1914) - U-44 (1914) - U-45 (1915) - U-46 (1915) - U-47 (1915) - U-48 (1915) - U-49 (1915) - U-50 (1915) - U-51 (1915) - U-52 (1915) | - U-53 (1916) - U-54 (1916) - U-55 (1916) - U-56 (1916) - U-57 (1916) - U-58 (1916) - U-59 (1916) - U-60 (1916) - U-61 (1916) - U-62 (1916) - U-63 (1916) - U-64 (1916) - U-65 (1916) - U-66 (1915) - U-67 (1915) - U-68 (1915) - U-69 (1915) - U-70 (1915) - U-71 (1915) - U-72 (1915) - U-73 (1915) - U-74 (1915) - U-75 (1916) - U-76 (1916) - U-77 (1916) | - U-78 (1915) - U-79 (1915) - U-80 (1916) - U-81 (1916) - U-82 (1916) - U-83 (1916) - U-84 (1916) - U-85 (1916) - U-86 (1916) - U-87 (1916) - U-88 (1916) - U-89 (1916) - U-90 (1917) - U-91 (1917) - U-92 (1917) - U-93 (1916) - U-94 (1917) - U-95 (1917) - U-96 (1917) - U-97 (1917) - U-98 (1917) - U-99 (1917) - U-100 (1917) |

| {{{caption}}}                              |
| U-1 construído no estaleiro Germaniawerft. |

| {{{caption}}}                 |
| U-35 cruzando o Mediterrâneo. |

| {{{caption}}}                                                                |
| Primeira perda de um U-Boot, U-15 foi renomeado e afundado pelos britânicos. |

##### U-101 a U-167
| - U-101 (1917) - U-102 (1917) - U-103 (1917) - U-104 (1917) - U-105 (1917) - U-106 (1917) - U-107 (1917) - U-108 (1917) - U-109 (1917) - U-110 (1917) - U-111 (1917) - U-112 (1917) | - U-113 (1917) - U-114 (1917) - U-117 (1917) - U-118 (1918) - U-119 (1918) - U-120 (1918) - U-122 (1917) - U-123 (1918) - U-124 (1918) - U-125 (1918) - U-126 (1918) - U-135 (1917) | - U-136 (1917) - U-137 (1916) - U-138 (1917) - U-139 (1917) - U-140 (1917) - U-141 (1918) - U-142 (1918) - U-151 (1917) - U-152 (1917) - U-153 (1917) - U-154 (1917) - U-155 (1918) | - U-156 (1917) - U-157 (1917) - U-158 (1918) - U-159 (1918) - U-160 (1918) - U-161 (1918) - U-162 (1918) - U-163 (1918) - U-164 (1918) - U-165 (1918) - U-166 (1918) - U-167 (1918) |

#### UB- U-boots costeiros
Submarinos pequenos de ataque próximo da costa. Foram designados com o prefixo UB e numerados até 154.

##### UB-1 a UB-100
| - UB-1 (1915) - UB-2 (1915) - UB-3 (1915) - UB-4 (1915) - UB-5 (1915) - UB-6 (1915) - UB-7 (1915) - UB-8 (1915) - UB-9 (1915) - UB-10 (1915) - UB-11 (1915) - UB-12 (1915) - UB-13 (1915) - UB-14 (1915) - UB-15 (1915) - UB-16 (1915) - UB-17 (1915) - UB-18 (1915) - UB-19 (1915) - UB-20 (1915) - UB-21 (1915) - UB-22 (1915) - UB-23 (1915) - UB-24 (1915) - UB-25 (1915) | - UB-26 (1915) - UB-27 (1915) - UB-28 (1915) - UB-29 (1916) - UB-30 (1915) - UB-31 (1915) - UB-32 (1915) - UB-33 (1915) - UB-34 (1915) - UB-35 (1915) - UB-36 (1916) - UB-37 (1915) - UB-38 (1916) - UB-39 (1915) - UB-40 (1916) - UB-41 (1916) - UB-42 (1916) - UB-43 (1916) - UB-44 (1916) - UB-45 (1916) - UB-46 (1916) - UB-47 (1916) - UB-48 (1917) - UB-49 (1917) - UB-50 (1917) | - UB-51 - UB-52 - UB-53 - UB-54 - UB-55 - UB-56 - UB-57 - UB-58 - UB-59 - UB-60 - UB-61 - UB-62 - UB-63 - UB-64 - UB-65 (1917) - UB-66 - UB-67 - UB-68 (1917) - UB-69 - UB-70 - UB-71 - UB-72 - UB-73 - UB-74 - UB-75 | - UB-76 - UB-77 - UB-78 - UB-79 - UB-80 - UB-81 (1917) - UB-82 - UB-83 - UB-84 - UB-85 (1917) - UB-86 - UB-87 - UB-88 - UB-89 - UB-90 - UB-91 - UB-92 - UB-93 - UB-94 - UB-95 - UB-96 - UB-97 - UB-98 - UB-99 - UB-100 |

| {{{caption}}}                                                     |
| UB-13 sobre vagões, em pedaços, para serem levados para Amsterdã. |

| {{{caption}}}             |
| UB-148 idêntico ao UB-50. |

##### UB-101 a UB-154
| - UB-101 - UB-102 - UB-103 - UB-104 - UB-105 - UB-106 - UB-107 (1917) - UB-108 - UB-109 - UB-110 - UB-111 | - UB-112 - UB-113 - UB-114 - UB-115 (1917) - UB-116 - UB-117 - UB-118 - UB-119 - UB-120 - UB-121 - UB-122 | - UB-123 - UB-124 - UB-125 - UB-126 - UB-127 - UB-128 - UB-129 - UB-130 - UB-131 - UB-132 (1918) - UB-133 | - UB-136 - UB-142 - UB-143 - UB-144 - UB-145 - UB-148 - UB-149 - UB-150 - UB-154 |

#### UC- U-boots lança-minas
Submarinos costeiros lançadores de minas anti-navio, que eram enviados aos portos inimigos para abordagens. Foram designados com o prefixo UC e numerados até 105.

##### UC-1 a UC-105
| - UC-1 (1915) - UC-2 (1915) - UC-3 (1915) - UC-4 (1915) - UC-5 (1915) - UC-6 (1915) - UC-7 (1915) - UC-8 (1915) - UC-9 (1915) - UC-10 (1915) - UC-11 (1915) - UC-12 (1915) - UC-13 (1915) - UC-14 (1915) - UC-15 (1915) - UC-16 (1916) - UC-17 (1916) - UC-18 (1916) - UC-19 (1916) - UC-20 (1916) - UC-21 (1916) - UC-22 (1916) - UC-23 (1916) - UC-24 (1916) | - UC-25 (1916) - UC-26 (1916) - UC-27 (1916) - UC-28 (1916) - UC-29 (1916) - UC-30 (1916) - UC-31 (1916) - UC-32 (1916) - UC-33 (1916) - UC-34 (1916) - UC-35 (1916) - UC-36 (1916) - UC-37 (1916) - UC-38 (1916) - UC-39 (1916) - UC-40 (1916) - UC-41 (1916) - UC-42 (1916) - UC-43 (1916) - UC-44 (1917) - UC-45 (1916) - UC-46 (1916) - UC-47 (1916) - UC-48 (1916) | - UC-49 (1916) - UC-50 (1916) - UC-51 (1916) - UC-52 (1917) - UC-53 (1917) - UC-54 (1917) - UC-55 (1916) - UC-56 (1916) - UC-57 (1916) - UC-58 (1916) - UC-59 (1916) - UC-60 (1916) - UC-61 (1916) - UC-62 (1916) - UC-63 (1917) - UC-64 (1917) - UC-65 (1916) - UC-66 (1916) - UC-67 (1916) - UC-68 (1916) - UC-69 (1916) - UC-70 (1916) - UC-71 (1916) - UC-72 (1916) | - UC-73 (1916) - UC-74 (1916) - UC-75 (1916) - UC-76 (1916) - UC-77 (1916) - UC-78 (1916) - UC-79 (1916) - UC-90 (1918) - UC-91 (1918) - UC-92 (1918) - UC-93 (1918) - UC-94 (1918) - UC-95 (1918) - UC-96 (1918) - UC-97 (1918) - UC-98 (1918) - UC-99 (1918) - UC-100 (1918) - UC-101 (1918) - UC-102 (1918) - UC-103 (1918) - UC-104 (1918) - UC-105 (1918) |

| {{{caption}}}                                          |
| Submarino lança-minas UC-1 e sua tripulação no convés. |

| {{{caption}}}                                                 |
| Dois submarinos da classe UC, UC-35 e outro não identificado. |

### U-BootsSegunda Guerra Mundial
Kriegsmarine (bandeira usada de 1938 a 1945.)
Na Segunda Guerra Mundial a Alemanha Nazi comissionou cerca de 1 250 U-Boots na Kriegsmarine.

#### U-1 a U-100
| - U-1 (1935) - U-2 (1935) - U-3 (1935) - U-4 (1935) - U-5 (1935) - U-6 (1935) - U-7 (1935) - U-8 (1935) - U-9 (1935) - U-10 (1935) - U-11 (1935) - U-12 (1935) - U-13 (1935) - U-14 (1936) - U-15 (1936) - U-16 (1936) - U-17 (1935) - U-18 (1936) - U-19 (1936) - U-20 (1936) - U-21 (1936) - U-22 (1936) - U-23 (1936) - U-24 (1936) - U-25 (1936) | - U-26 (1936) - U-27 (1936) - U-28 (1936) - U-29 (1936) - U-30 (1936) - U-31 (1936) - U-32 (1937) - U-33 (1936) - U-34 (1936) - U-35 (1936) - U-36 (1936) - U-37 (1938) - U-38 (1938) - U-39 (1938) - U-40 (1938) - U-41 (1939) - U-42 (1939) - U-43 (1939) - U-44 (1939) - U-45 (1938) - U-46 (1938) - U-47 (1938) - U-48 (1939) - U-49 (1939) - U-50 (1939) | - U-51 (1938) - U-52 (1939) - U-53 (1939) - U-54 (1939) - U-55 (1939) - U-56 (1938) - U-57 (1938) - U-58 (1939) - U-59 (1939) - U-60 (1939) - U-61 (1939) - U-62 (1939) - U-63 (1939) - U-64 (1939) - U-65 (1940) - U-66 (1940) - U-67 (1940) - U-68 (1940) - U-69 (1940) - U-70 (1940) - U-71 (1940) - U-72 (1940) - U-73 (1940) - U-74 (1940) - U-75 (1940) | - U-76 (1940) - U-77 (1940) - U-78 (1940) - U-79 (1941) - U-80 (1941) - U-81 (1941) - U-82 (1941) - U-83 (1941) - U-84 (1941) - U-85 (1941) - U-86 (1941) - U-87 (1941) - U-88 (1941) - U-89 (1941) - U-90 (1941) - U-91 (1941) - U-92 (1942) - U-93 (1940) - U-94 (1940) - U-95 (1940) - U-96 (1940) - U-97 (1940) - U-98 (1940) - U-99 (1940) - U-100 (1940) |

| {{{caption}}}                      |
| U-1 em exercícios antes da guerra. |

| {{{caption}}}                                                                       |
| U-45 em manobras; note o seu número na torre, ele foi removido no início da guerra. |

| {{{caption}}}                  |
| U-32 em fotografia pré-guerra. |

| {{{caption}}} |
| U-71 sob ataque das metralhadoras de um Sunderland do 10º esquadrão da RAAF na Baía de Biscaia em 5 de junho de 1942. |

#### U-101 a U-200
| - U-101 (1940) - U-102 (1940) - U-103 (1940) - U-104 (1940) - U-105 (1940) - U-106 (1940) - U-107 (1940) - U-108 (1940) - U-109 (1940) - U-110 (1940) - U-111 (1941) - U-116 (1941) - U-117 (1941) - U-118 (1941) - U-119 (1942) - U-120 (1940) - U-121 (1940) - U-122 (1939) - U-123 (1940) - U-124 (1940) - U-125 (1940) - U-126 (1940) - U-127 (1941) - U-128 (1941) | - U-129 (1941) - U-130 (1941) - U-131 (1941) - U-132 (1941) - U-133 (1941) - U-134 (1941) - U-135 (1941) - U-136 (1941) - U-137 (1940) - U-138 (1940) - U-139 (1940) - U-140 (1940) - U-141 (1940) - U-142 (1940) - U-143 (1940) - U-144 (1940) - U-145 (1940) - U-146 (1940) - U-147 (1940) - U-148 (1940) - U-149 (1940) - U-150 (1940) - U-151 (1940) - U-152 (1940) | - U-153 (1941) - U-154 (1941) - U-155 (1941) - U-156 (1941) - U-157 (1941) - U-158 (1941) - U-159 (1941) - U-160 (1941) - U-161 (1941) - U-162 (1941) - U-163 (1941) - U-164 (1941) - U-165 (1941) - U-166 (1941) - U-167 (1942) - U-168 (1941) - U-169 (1942) - U-170 (1942) - U-171 (1941) - U-172 (1941) - U-173 (1941) - U-174 (1941) - U-175 (1941) - U-176 (1941) | - U-177 (1941) - U-178 (1941) - U-179 (1941) - U-180 (1941) - U-181 (1941) - U-182 (1942) - U-183 (1942) - U-184 (1942) - U-185 (1942) - U-186 (1941) - U-187 (1941) - U-188 - U-189 (1942) - U-190 (1942) - U-191 (1942) - U-192 (1942) - U-193 (1942) - U-194 (1942) - U-195 (1942) - U-196 (1942) - U-197 (1942) - U-198 (1942) - U-199 (1942) - U-200 (1942) |

| {{{caption}}}                                                                               |
| Imagem do U-103 vista de sua torre, ela foi usada como propaganda de campanha da Wehrmacht. |

| {{{caption}}}                                                                     |
| Submarino U-156 (acima) em auxílio a um navio avariado (centro) e abaixo o U-507. |

| {{{caption}}}                              |
| Submarino U-175 um pouco antes de afundar. |

| {{{caption}}}           |
| U-190 em junho de 1945. |

#### U-201 a U-300
| - U-201 (1940) - U-202 (1941) - U-203 (1941) - U-204 (1941) - U-205 (1944) - U-206 (1941) - U-207 (1941) - U-208 (1941) - U-209 (1941) - U-210 (1941) - U-211 (1941) - U-212 (1942) - U-213 (1941) - U-214 (1941) - U-215 (1941) - U-216 (1941) - U-217 (1941) - U-218 (1941) - U-219 (1942) - U-220 (1943) - U-221 (1942) - U-222 (1942) - U-223 (1942) - U-224 (1942) - U-225 (1942) | - U-226 (1942) - U-227 (1942) - U-228 (1942) - U-229 (1942) - U-230 (1942) - U-231 (1942) - U-232 (1942) - U-233 (1942) - U-234 (1942) - U-235 (1942) - U-236 (1942) - U-237 (1942) - U-238 (1943) - U-239 (1943) - U-240 (1943) - U-241 (1943) - U-242 (1943) - U-243 (1943) - U-244 (1943) - U-245 (1943) - U-246 (1943) - U-247 (1943) - U-248 (1943) - U-249 (1943) - U-250 (1943) | - U-251 (1941) - U-252 (1943) - U-253 (1941) - U-254 (1941) - U-255 (1941) - U-256 (1941) - U-257 (1941) - U-258 (1941) - U-259 (1941) - U-260 (1942) - U-261 (1942) - U-262 (1942) - U-263 (1942) - U-264 (1942) - U-265 (1942) - U-266 (1942) - U-267 (1942) - U-268 (1942) - U-269 (1942) - U-270 (1942) - U-271 (1942) - U-272 (1942) - U-273 (1942) - U-274 (1942) - U-275 (1942) | - U-276 (1942) - U-277 (1942) - U-278 (1942) - U-279 (1942) - U-280 (1943) - U-281 (1943) - U-282 (1943) - U-283 (1943) - U-284 (1943) - U-285 (1943) - U-286 (1943) - U-287 (1943) - U-288 (1943) - U-289 (1943) - U-290 (1943) - U-291 (1943) - U-292 (1943) - U-293 (1943) - U-294 (1943) - U-295 (1943) - U-296 (1943) - U-297 (1943) - U-298 (1943) - U-299 (1943) - U-300 (1943) |

| {{{caption}}}                                        |
| Comissionamento do U-203 em 18 de fevereiro de 1941. |

| {{{caption}}} |
| Rendição do Kapitänleutnant Johann-Heinrich Fehler (quepe banco com aba preta) do U-Boot U-234, ao navio USS Sutton em 14 de maio de 1945. |

| {{{caption}}}                               |
| Submarino U-278 visto de um B-24 Liberator. |

| {{{caption}}}                     |
| Primeiro dia de serviço do U-250. |

#### U-301 a U-400
| - U-301 (1942) - U-302 (1942) - U-303 (1942) - U-304 (1942) - U-305 (1942) - U-306 (1942) - U-307 (1942) - U-308 (1942) - U-309 (1942) - U-310 (1943) - U-311 (1943) - U-312 (1943) - U-313 (1943) - U-314 (1943) - U-315 (1943) - U-316 (1943) - U-317 (1943) - U-318 (1943) - U-319 (1943) - U-320 (1943) - U-321 (1943) - U-322 (1943) - U-323 (1944) - U-324 (1944) - U-325 (1944) | - U-326 (1944) - U-327 (1944) - U-328 (1944) - U-331 (1940) - U-332 (1941) - U-333 (1941) - U-334 (1941) - U-335 (1941) - U-336 (1941) - U-337 (1942) - U-338 (1942) - U-339 (1942) - U-340 (1942) - U-341 (1942) - U-342 (1942) - U-343 (1942) - U-344 (1943) - U-345 (1943) - U-346 (1943) - U-347 (1943) - U-348 (1943) - U-349 (1943) - U-350 (1943) - U-351 (1941) - U-352 (1941) | - U-353 (1941) - U-354 (1942) - U-355 (1941) - U-356 (1941) - U-357 (1942) - U-358 (1942) - U-359 (1942) - U-360 (1942) - U-361 (1942) - U-362 (1942) - U-363 (1942) - U-364 (1943) - U-365 (1943) - U-366 (1943) - U-367 (1943) - U-368 (1943) - U-369 (1943) - U-370 (1943) - U-371 (1941) - U-372 (1941) - U-373 (1941) - U-374 (1941) - U-375 (1941) - U-376 (1941) - U-377 (1941) | - U-378 (1941) - U-379 (1941) - U-380 (1941) - U-381 (1942) - U-382 (1942) - U-383 (1942) - U-384 (1942) - U-385 (1942) - U-386 (1942) - U-387 (1942) - U-388 (1942) - U-389 (1942) - U-390 (1943) - U-391 (1943) - U-392 (1943) - U-393 (1943) - U-394 (1943) - U-396 (1943) - U-397 (1943) - U-398 (1943) - U-399 (1943) - U-400 (1944) |

| {{{caption}}}                          |
| Distintivo usado pelo submarino U-383. |

| {{{caption}}}                                                                |
| Layout de submarino Tipo VIIC usado nos U-Boots U-305, U-354, U-380 e U-390. |

#### U-401 a U-500
| - U-401 (1940) - U-402 (1940) - U-403 (1941) - U-404 (1941) - U-405 (1941) - U-406 (1941) - U-407 (1941) - U-408 (1941) - U-409 (1941) - U-410 (1941) - U-411 (1941) - U-412 (1941) - U-413 (1942) - U-414 (1941) - U-415 (1942) - U-416 (1942) - U-417 (1942) - U-418 (1942) - U-419 (1942) - U-420 (1942) - U-421 (1941) - U-422 (1942) - U-423 (1942) | - U-424 (1942) - U-425 (1942) - U-426 (1943) - U-427 (1943) - U-428 (1943) - U-429 (1943) - U-430 (1943) - U-431 (1941) - U-432 (1941) - U-433 (1941) - U-434 (1941) - U-435 (1941) - U-436 (1941) - U-437 (1941) - U-438 (1941) - U-439 (1941) - U-440 (1941) - U-441 (1941) - U-442 (1942) - U-443 (1942) - U-444 (1942) - U-445 (1942) - U-446 (1942) | - U-447 (1942) - U-448 (1942) - U-449 (1942) - U-450 (1942) - U-451 (1941) - U-452 (1941) - U-453 (1941) - U-454 (1941) - U-455 (1941) - U-456 (1941) - U-457 (1941) - U-458 (1941) - U-459 (1941) - U-460 (1941) - U-461 (1941) - U-462 (1941) - U-463 (1941) - U-464 (1941) - U-465 (1942) - U-466 (1942) - U-467 (1942) - U-468 (1942) - U-469 (1942) | - U-470 (1942) - U-471 (1941) - U-472 (1943) - U-473 (1943) - U-475 (1943) - U-476 (1943) - U-477 (1943) - U-478 (1943) - U-479 (1943) - U-480 (1943) - U-481 (1943) - U-482 (1943) - U-483 (1943) - U-484 (1943) - U-485 (1944) - U-486 (1944) - U-487 (1942) - U-488 (1942) - U-489 (1942) - U-490 (1942) - U-491 (1943 batismo, cancelado com 75% completo) - U-492 (1943 batismo, cancelado com 75% completo) - U-493 (1943 batismo, cancelado com 75% completo) |

| {{{caption}}}                                                                  |
| U-462 e U-461 em manobras evasivas após ataque de aviões, 30 de julho de 1943. |

| {{{caption}}}                                                                              |
| U-455 chegando no porto de Saint-Nazaire após a terceira patrulha, em 16 de junho de 1942. |

#### U-501 a U-600
| - U-501 (1941) - U-502 (1941) - U-503 (1941) - U-504 (1941) - U-505 (1941) - U-506 (1941) - U-507 (1941) - U-508 (1941) - U-509 (1941) - U-510 (1941) - U-511 (1941) - U-512 (1941) - U-513 (1941) - U-514 (1941) - U-515 (1941) - U-516 (1941) - U-517 (1941) - U-518 (1942) - U-519 (1942) - U-520 (1942) - U-521 (1942) - U-522 (1942) - U-523 (1942) - U-524 (1942) - U-525 (1942) | - U-526 (1942) - U-527 (1942) - U-528 (1942) - U-529 (1942) - U-530 (1942) - U-531 (1942) - U-532 (1942) - U-533 (1942) - U-534 (1942) - U-535 (1942) - U-536 (1942) - U-537 (1942) - U-538 (1942) - U-539 (1942) - U-540 (1942) - U-541 (1941) - U-542 (1943) - U-543 (1943) - U-544 (1943) - U-545 (1943) - U-546 (1943) - U-547 (1943) - U-548 (1943) - U-549 (1943) - U-550 (1943) | - U-551 (1940) - U-552 (1940) - U-553 (1940) - U-554 (1940) - U-555 (1940) - U-556 (1940) - U-557 (1940) - U-558 (1940) - U-559 (1941) - U-560 (1941) - U-561 (1941) - U-562 (1941) - U-563 (1941) - U-564 (1941) - U-565 (1941) - U-566 (1941) - U-567 (1941) - U-568 (1941) - U-569 (1941) - U-570 (1941) - U-571 (1941) - U-572 (1941) - U-573 (1941) - U-574 (1941) - U-575 (1941) | - U-576 (1941) - U-577 (1941) - U-578 (1941) - U-579 (1941) - U-580 (1941) - U-581 (1941) - U-582 (1941) - U-583 (1941) - U-584 (1941) - U-585 (1941) - U-586 (1941) - U-587 (1941) - U-588 (1941) - U-589 (1941) - U-590 (1941) - U-591 (1941) - U-592 (1941) - U-593 (1941) - U-594 (1941) - U-595 (1941) - U-596 (1941) - U-597 (1941) - U-598 (1941) - U-599 (1941) - U-600 (1941) |

| {{{caption}}}                                                                                                  |
| Submarino alemão U-505 após ser capturado em 1944 por uma força tarefa liderada pelo USS Guadalcanal (CVE-60). |

| {{{caption}}}                                                |
| U-534 exposto em Birkenhead, Merseyside, Inglaterra em 2007. |

| {{{caption}}} |
| Submarino U-570 entrando nas docas de Barrow-in-Furness após captura pela Marinha Real Britânica, 3 de outubro de 1941. |

#### U-601 a U-700
| - U-601 (1941) - U-602 (1941) - U-603 (1941) - U-604 (1941) - U-605 (1941) - U-606 (1941) - U-607 (1941) - U-608 (1941) - U-609 (1941) - U-610 - U-611 (1942) - U-612 (1942) - U-613 (1942) - U-614 (1942) - U-615 (1942) - U-616 (1941) - U-617 (1941) - U-618 (1941) - U-619 - U-620 - U-621 | - U-622 - U-623 (1941) - U-624 - U-625 (1942) - U-626 (1942) - U-627 (1942) - U-628 (1941) - U-629 - U-630 - U-631 - U-632 (1941) - U-633 - U-634 - U-635 - U-636 - U-637 - U-638 - U-639 - U-640 - U-641 - U-642 (1941) | - U-643 - U-644 - U-645 - U-646 - U-647 - U-648 - U-649 - U-650 (1942) - U-651 (1940) - U-652 (1941) - U-653 (1941) - U-654 - U-655 - U-656 (1941) - U-657 - U-658 - U-659 (1941) - U-660 (1941) - U-661 (1941) - U-662 (1941) - U-663 | - U-664 - U-665 - U-666 - U-667 - U-668 - U-669 - U-670 - U-671 - U-672 - U-673 - U-674 - U-675 - U-676 - U-677 - U-678 - U-679 - U-680 - U-681 - U-682 - U-683 |

#### U-701 a U-800
| - U-701 (1941) - U-702 (1941) - U-703 (1941) - U-704 (1941) - U-705 (1941) - U-706 - U-707 - U-708 - U-709 - U-710 - U-711 - U-712 (1942) - U-713 - U-714 (1942) - U-715 - U-716 (1943) - U-717 - U-718 (1943) - U-719 | - U-720 - U-721 - U-722 - U-731 - U-732 - U-733 - U-734 - U-735 (1942) - U-736 (1942) - U-737 (1942) - U-738 - U-739 - U-740 - U-741 (1943) - U-742 - U-743 - U-744 (1943) - U-745 (1943) - U-746 | - U-747 - U-748 - U-749 - U-750 (1943) - U-751 (1940) - U-752 (1941) - U-753 (1941) - U-754 (1941) - U-755 (1941) - U-756 (1941) - U-757 (1941) - U-758 (1942) - U-759 (1942) - U-760 (1942) - U-761 - U-762 - U-763 (1943) - U-764 - U-765 (1943) | - U-766 (1943) - U-767 - U-768 (1943) - U-771 (1943) - U-772 (1943) - U-773 - U-774 - U-775 - U-776 - U-777 (1944) - U-778 (1944) - U-779 - U-792 - U-793 - U-794 (1943) - U-795 (1944) |

#### U-801 a U-900
| - U-801 - U-802 - U-803 (1943) - U-804 (1943) - U-805 - U-806 - U-821 (1943) - U-822 - U-825 - U-826 - U-827 - U-828 - U-842 - U-842 | - U-843 (1942) - U-844 (1942) - U-845 - U-846 - U-847 - U-848 - U-849 - U-850 - U-851 - U-852 (1943) - U-853 (1943) - U-854 - U-855 - U-856 | - U-857 - U-858 - U-859 (1943) - U-860 - U-861 - U-862 (1943) - U-863 - U-864 (1943) - U-865 - U-866 - U-867 - U-868 - U-869 (1943) - U-870 | - U-871 - U-872 - U-873 (1943) - U-874 - U-875 - U-876 - U-877 (1943) - U-878 - U-879 - U-880 - U-881 (1944) - U-883 (1944) - U-884 (1944) - U-889 (1944) |

#### U-901 a U-1000
| - U-901 - U-903 - U-904 - U-905 - U-907 - U-921 - U-922 - U-923 - U-924 - U-925 - U-926 - U-927 - U-928 - U-929 - U-930 - U-951 | - U-952 (1942) - U-953 (1942) - U-954 (1942) - U-955 - U-956 - U-957 (1942) - U-958 (1942) - U-959 - U-960 (1942) - U-961 (1942) - U-962 (1942) - U-963 - U-964 (1942) - U-965 - U-966 (1943) - U-967 (1943) | - U-968 - U-969 (1942) - U-970 - U-971 - U-972 - U-973 (1943) - U-974 - U-975 - U-976 - U-977 (1943) - U-978 (1943) - U-979 - U-980 - U-981 - U-982 - U-983 | - U-984 - U-985 - U-986 - U-987 - U-988 - U-989 - U-990 - U-991 - U-992 - U-993 - U-994 - U-995 (1943) - U-997 - U-998 - U-999 - U-1000 (1943) |

### U-Boots Capturados da SGM
A Alemanha Nazista capturou 14 submarinos de seis países e os comissionou na Kriegsmarine  durante a Segunda Guerra Mundial.
| França - Africaine (Q196) - capturado em junho de 1940 e renomeado UF-1. - Faforite (Q195) - capturado em junho de 1940 e renomeado UF-2. - Astrée (Q200) - capturado em junho de 1940 e renomeado UF-3. Itália - Bagnolini - capturado em janeiro de 1944 e renomeado UIT-22. - Reginaldo Giuliani - capturado em setembro de 1943 e renomeado UIT-23. - Comandante Cappellini - capturado em setembro de 1943 e renomeado UIT-24. - Luigi Torelli - capturado em setembro de 1943 e renomeado UIT-25. Noruega - HNoMS B-5 - capturado em abril de 1940 e renomeado U-C1. - HNoMS B-6 - capturado em maio de 1940 e renomeado U-C2. | Reino Unido - HMS Seal (N37) - capturado em abril de 1940 e renomeado U-B. Países Baixos - HNLMS O-8 - capturado em novembro de 1940 e renomeado U-D1. - HNLMS O-12 - capturado em janeiro de 1943 e renomeado U-D2. - HNLMS O-25 - capturado em junho de 1941 e renomeado U-D3. - HNLMS O-26 - capturado em janeiro de 1941 e renomeado U-D4. - HNLMS O-27 - capturado em novembro de 1941 e renomeando U-D5. Turquia - Batiray - capturado em abril de 1939 e renomeado U-A. |

### Pós 1945
Deutsche Marine (bandeira usada de 1956 - presente.)
| - U-1 (1962) - U-2 (1962) - U-3 (1962) - U-4 (1962) - U-5 - U-6 - U-7 - U-8 - U-9 (1966) - U-10 - U-11 - U-12 | - U-13 - U-14 - U-15 (1970) - U-16 (1970) - U-17 (1970) - U-18 (1971) - U-19 - U-20 - U-21 - U-22 (1971) - U-23 (1972) - U-24 (1972) | - U-25 (1971) - U-26 (1972) - U-27 - U-28 (1972) - U-29 (1972) - U-30 (1972) - U-31 (2002) - U-32 (2003) - U-33 (2004) - U-34 (2006) - U-35 (2011) - U-36 (2012 planejado) |

#### Classes
- Tipo 201 (1962)
- Tipo 205 (1966-1969)
- Tipo 206 (1968-1975)
- U-209 (1971-presente)
- Tipo 212 A (2002-presente)
- Tipo 214 (2004-presente)
- Tipo 216 (planejada)

## Argentina
Marinha Argentina

### Período daGuerra Fria
- San Luis (S-32) (1978)
- Santa Fe (S-11) (lançado em 1944 como USS Macabi (SS-375) da Classe Balao, e transferido para a Marinha Argentina em 1960)
- Santa Fe (S-21) (lançado em 1944 como USS Catfish (SS-339) da Classe Balao, e transferido para a Marinha Argentina em 1971)
- Santiago del Estero (S-12) (lançado em 1944 como USS Lamprey (SS-372) da Classe Balao, e transferido para a Marinha Argentina em 1960)
- Santiago del Estero (S-22) (lançado em 1945 como USS Chivo (SS-341) da Classe Balao, e transferido para a Marinha Argentina em 1971)

| {{{caption}}}                                                                 |
| Santa Fe (S-11) após ser transferido para a Argentina em 21 de julho de 1960. |

| {{{caption}}}                                                                   |
| Santiago del Estero (S-12) no ancoradouro da base naval de Mar del Plata, 1969. |

| {{{caption}}}                                 |
| San Luis (S-32) da classe IKL-209-1400 alemã. |

### Classes
- Classe TR-1700 (anos 1980 seis planejados, dois completados, dois cancelados e dois ativos)
  - Integrantes desta classe: ARA Santa Cruz (S-41), ativo; ARA San Juan (S-42), ativo; ARA Santiago del Estero (S-44) suspenso com 30% completo; S-45 construção suspensa pouco completo e peças vendidas; S-46 construção suspensa e peças vendidas.[4]

## Austrália
Marinha Real Australiana (bandeira usada de 1911 até 1967)

 Marinha Real Australiana (bandeira usada de 1967 - presente)

### Primeira Guerra
- AE1 (1913 Classe de submarinos britânicos E)
- AE2 (1913 Classe de submarinos britânicos E)

| {{{caption}}}                    |
| Submarino AE1 à caminho em 1914. |

| {{{caption}}}                             |
| O submarino AE2 na doca em Sydney c.1914. |

### Segunda Guerra
- K9 (1922 lançado como K-IX pertencia a Marinha dos Países Baixos, foi oferecido à Austrália após a tomada do país e renomeado como HMAS K9)

### Pós 1945
- Collins (SSG 73) (1993)
- Dechaineux (SSG 76) (1998)
- Farncomb (SSG 74) (1991)
- Rankin (SSG 78) (2001)
- Sheean (SSG 77) (1999)
- Waller (SSG 75) (1997)

### Classes
- Classe Collins
- Classe de submarinos britânicos J
  - J1 (1915 lançado na Marinha Real Britânica, e transferido para Marinha Real Australiana em 25 de março de 1919 renomeado como HMAS J1)
  - J2 (1915 lançado na Marinha Real Britânica, e transferido para Marinha Real Australiana em 25 de março de 1919 renomeado como HMAS J2)
  - J3 (1915 lançado na Marinha Real Britânica, e transferido para Marinha Real Australiana em 25 de março de 1919 renomeado como HMAS J3)
  - J4 (1916 lançado na Marinha Real Britânica, e transferido para Marinha Real Australiana em 25 de março de 1919 renomeado como HMAS J4)
  - J5 (1915 lançado na Marinha Real Britânica, e transferido para Marinha Real Australiana em 25 de março de 1919 renomeado como HMAS J5)
  - J7 (1917 lançado na Marinha Real Britânica, e transferido para Marinha Real Australiana em 25 de março de 1919 renomeado como HMAS J7)
- Classe Oberon de submarinos Australianos
  - Onslow (SS 60/SSG 60) (1968)
  - Orion (S 71) (1974)
  - Otama (SS 72/SSG 72) (1975)
  - Otway (S 59) (1966)
  - Ovens (S 70) (1967)
  - Oxley (S 57) (1965)
- Classe Odin de submarinos Australianos
  - Otway (1926 transferido para a Marinha Real Britânica em 9 de abril de 1931 e renomeado como HMS Otway)
  - Oxley (1926 transferido para a Marinha Real Britânica em 10 de abril de 1931 e renomeado como HMS Oxley)

### Outros

#### Submarinos de resgate
- LR5 (junho de 2009)
- Remora (1995) - (ASRV Remora) Australian Submarine Rescue Vehicle Remora

## Áustria-Hungria
Kaiserliche und Königliche Kriegsmarine (Marinha Austro-Húngara bandeira usada de 1786 a 1915)

 Kaiserliche und Königliche Kriegsmarine (Marinha Austro-Húngara bandeira usada de 1915 a 1918)

### Primeira Guerra

#### Classe de submarinos Austro-Húngaros U-1
- SM U-1 (1909)
- SM U-2 (1909)

#### Classe de submarinos Austro-Húngaros U-3
- SM U-3 (1908)
- SM U-4 (1908)

#### Classe de submarinos Austro-Húngaros U-5
- SM U-5 (1909)
- SM U-6 (1909)
- SM U-12 (1911)

#### Classe de submarinos Austro-Húngaros U-10
- SM U-10 (1915) lançado pelo Império Alemão como SM UB-1
- SM U-11 (1915) lançado pelo Império Alemão como SM UB-15
- SM U-15 (1915)
- SM U-16 (1915)
- SM U-17 (1915)

#### Classe de submarinos Austro-Húngaros U-14
- SM U-14 (1912) lançado pela França como Curie (Q87)

#### Classe de submarinos Austro-Húngaros U-20
- SM U-20 (1916)
- SM U-21 (1916)
- SM U-22 (1917)
- SM U-23 (1917)

#### Classe de submarinos Austro-Húngaros U-27
- SM U-27 (1916)
- SM U-28 (1917)
- SM U-29 (1916)
- SM U-30 (1916)
- SM U-31 (1917)
- SM U-32 (1917)
- SM U-40 (1917)
- SM U-41 (1917)

#### Classe de submarinos Austro-Húngaros U-43
- SM U-43 (1916) lançado pelo Império Alemão como SM UB-43
- SM U-47 (1916) lançado pelo Império Alemão como SM UB-47

## Brasil
Marinha do Brasil

### Período entre-guerras
- Humaytá - (1927 Classe Balilla comissionado em julho de 1929)

### Pós 1945
- Rio Grande do Sul - (1943 Classe Balao) comissionado em setembro de 1963
- Bahia - (1943 Classe Balao) comissionado em setembro de 1963
- Humaitá - (1942 classe Gato) comissionado em janeiro de 1957
- Riachuelo - (1942 classe gato) comissionado em janeiro de 1957
- Rio Grande do Sul (1944) - (1944 classe Tench) comissionado em maio de 1972
- Bahia (1945) - (1945 classe Tench) comissionado em março de 1973
- Rio de Janeiro - (1945 classe Tench) comissionado em julho de 1972
- Ceará - (1944 classe Tench) comissionado em outubro de 1973
- Amazonas - (dezembro de 1945 classe Balao) comissionado em dezembro de 1973
- Guanabara - (outubro de 1945) comissionado em julho de 1972
- Goiás - (maio de 1945 Classe Balao) comissionado em outubro de 1973
- Humaitá - (1971) (Classe Oberon descomissionado em 1996)
- Tonelero - (1972) (Classe Oberon descomissionado em 1996)
- Riachuelo - (1975) (Classe Oberon descomissionado em 1997)
- Tupi - (1987)
- Tamoio - (1993)
- Timbira - (1996)
- Tapajó - (1998)
- Tikuna - (2005)
- Scorpène

## Estados Confederados da América
Marinha dos Estados Confederados (bandeira usada de 1861 a 1863)

 Marinha dos Estados Confederados (bandeira usada de maio de 1863 a 1865)
- American Diver (1863 conhecido também como Pioneer II)
- Bayou St. John (?)
- H.L. Hunley (submarino) (1863)
- Pioneer (projeto de Horace Lawson Hunley, James McClintock e Baxter Watson. Vendido para desmanche.)